# Timothy Williamson
Timothy Williamson (né à Uppsala le 6 août 1955) est un philosophe britannique dont les principaux domaines de recherche sont la logique, la philosophie du langage, l'épistémologie et la métaphysique.
Il est professeur de logique à l'université d'Oxford de l'an 2000 jusqu'en 2023.
Depuis 2022 il est professeur invité à l'Université de la Suisse italienne.